# Aliment ecològic

L'eurofulla, identifica els aliments ecològics produïts a la Unió Europea

Aliment ecològic, aliment orgànic i també aliment Bio és aquell que és fet d'acord amb uns estàndards de producció particulars. En la més part de la història de l'agricultura es pot dir que la humanitat es va mantenir dins dels procediments que ara es coneixen com d'agricultura ecològica o orgànica. Només a partir del segle xx hi va haver un proveïment de noves substàncies de síntesi química per obtenir aliments.
Actualment s'anomena agricultura convencional la que no és declarada i reglamentada com a agricultura ecològica.
A l'agricultura orgànica, l'ús de productes agroquímics és fortament restringit. En el cas de productes ramaders han de ser criats sense l'ús rutinari d'antibiòtics i sense hormones de creixement (somatropines) a més d'altres restriccions com són de menjar aliments fabricats en el sistema d'agricultura ecològica.
En la majoria dels països els aliments ecològics no poden emprar organismes modificats genèticament. S'ha suggerit que l'aplicació de la nanotecnologia als aliments i l'agricultura també hauria de ser exclosa de la certificació com aliment ecològic.
La indústria dels aliments orgànics és molt regulada i actualment la Unió Europea, els Estats Units, el Canadà, Japó i molts altres països exigeixen que els productors d'aquest tipus d'aliments n'obtinguin un certificat. No tots els certificats de cada país són completament homologables.

## Identificació dels aliments orgànics o ecològics

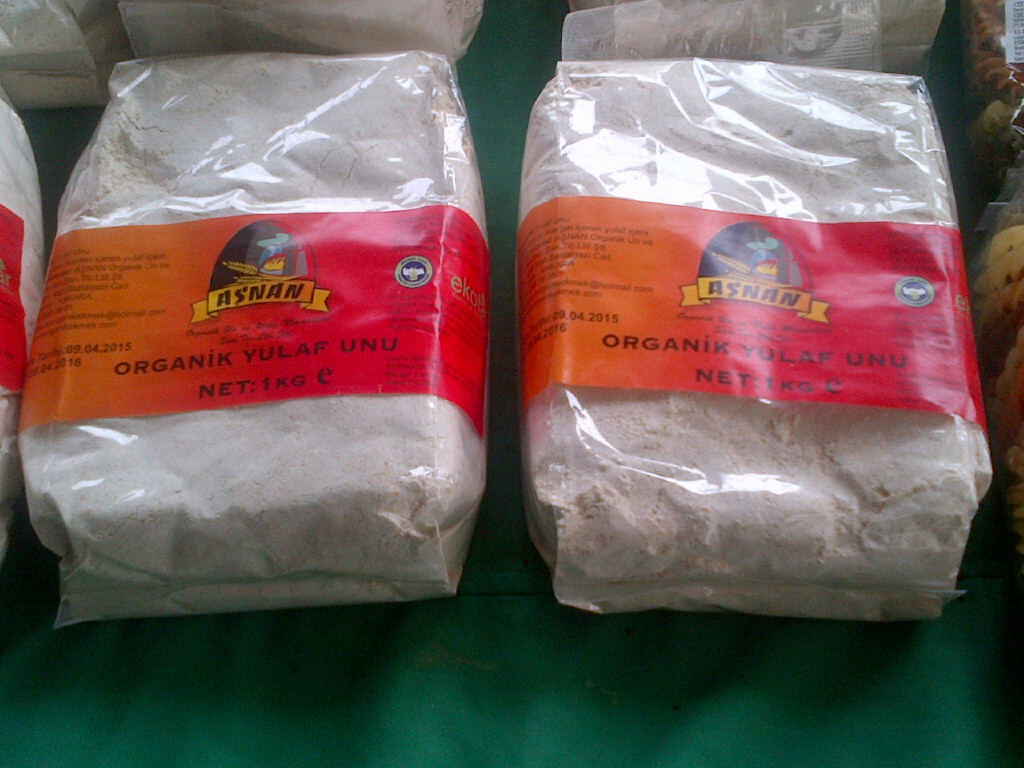
Farina de civada orgànica en un mercat d'Ankara, Turquia.

Un aliment processat orgànic normalment ha de contenir només ingredients orgànics, si n'hi ha de no orgànics, almenys un alt percentatge de l'aliment vegetal o animal ha d'esser orgànic (95% als Estats Units. i Austràlia) Els aliments que vulguin ser ecològics no han de portar additius alimentaris artificials, i sovint han d'haver estat processats amb el mínim de mètodes, materials i condicions artificials. Només es permeten plaguicides que no siguin originats per síntesi química.

## Els aliments ecològic o orgànics en la UE
L'1 de gener de 2009 va entrar en vigor el nou reglament de la UE per a la producció, control i etiquetat de productes ecològics.
La producció ecològica ha de respectar els sistemes i cicles naturals... en casos excepcionals, es poden permetre els recursos sintètics químics... aquests recursos són aprovats i inclosos en les llistes a l'annex del reglament de la Comissió.
Els aliments podran ser etiquetats com a "ecològics" només si pel cap baix 95% dels seus ingredients agrícoles han estat produïts de manera ecològica. Els productes que continguin organismes modificats genèticament no poden ésser etiquetats com a ecològics si els ingredients que contenen OMG no han estat incorporats al producte de manera no intencionada i que la proporció d'OMG en l'ingredient és inferior al 0,9%

## Controvèrsia
Entre els beneficis dels productes ecològics, hi ha:
- Els agricultors eviten l'exposició prolongada als pesticides químics, que segons l'OMS produeixen en tot el món entre 1 i 5 milions d'enverinaments a l'any, entre els quals hi ha uns 20.000 morts.[3][4]
- Es redueix l'impacte dels fertilitzants sintètics, que estimulen el creixement de les algues. Això provoca una disminució en els nivells d'oxigen en llacs, però també en el golf de Mèxic o en el mar Negre.[5]
- Els consumidors s'exposen a menys residus químics i els aliments ecològics contenen més vitamines i minerals que els convencionals.[6]

Tanmateix, les limitacions de l'agricultura ecològica fan que siga més cara i, de vegades, la producció es fa en països llunyans on la mà d'obra és més barata o on el clima és adequat durant tot l'any. En conseqüència, el transport dels aliments des de més lluny augmenta el consum energètic i les emissions de gasos amb efecte d'hivernacle per caloria de menjar. A banda, la producció no local d'aliments ecològics fa més vulnerables els agricultors locals, que són els qui poden proveir més fàcilment la població en cas de crisi.
D'altra banda, la prohibició de pesticides sintètics no implica la prohibició d'altres de naturals com les sals de sofre i coure, que són ecològiques però molt tòxiques.